# Kosmodrom Xichang
Das Kosmodrom Xichang (chinesisch 西昌衛星發射中心 / 西昌卫星发射中心, Pinyin Xīchāng Wèixīngfāshèzhōngxìn), auch bekannt als „27. Basis der chinesischen Volksbefreiungsarmee für Erprobung und Ausbildung“ (中國人民解放軍第二十七試驗訓練基地 / 中国人民解放军第二十七试验训练基地,  Zhōnggúo Rénmín Jiěfàngjūn Dì Èrshíqī Shìyàn Xùnliàn Jīdì), ist ein Weltraumbahnhof im Autonomen Bezirk Liangshan der Yi, Provinz Sichuan, Volksrepublik China. Die Hauptverwaltung befindet sich im Straßenviertel Xicheng (西城街道) der Bezirkshauptstadt Xichang, Nördliche Hangtian-Straße 136. Der eigentliche Raketenstartplatz liegt 64 Kilometer nordwestlich des Stadtzentrums, in einem Tal der Gemeinde Zeyuan (泽远乡) im Süden des Kreises Mianning.

## Geschichte
Seine Existenz verdankt das Kosmodrom Xichang einer Serie von Missverständnissen. Auf einer Besprechung am 12. September 1964 waren von Vizepremier Nie Rongzhen, dem Beauftragten der chinesischen Regierung für strategische Kernwaffen, als Ziele für die chinesischen Atomraketen Japan, die Philippinen, Guam und das amerikanische Festland bestimmt worden, nicht jedoch die Sowjetunion und Taiwan. Als der Raketenwissenschaftler Qian Xuesen am 27. Oktober 1966 auf dem Kosmodrom Jiuquan in der Inneren Mongolei eine Dongfeng-2A-Mittelstreckenrakete startete, die einen 12-kT-Nuklearsprengkopf zum 800 km entfernten Kernwaffentestgelände Lop Nor trug, wo er in der Atmosphäre detonierte, fühlte sich die Sowjetunion subjektiv bedroht und erwog im September 1969, als die Spannungen zwischen beiden Ländern zu bewaffneten Zusammenstößen am Grenzfluss Ussuri sowie an der Dsungarischen Pforte geführt hatten, einen nuklearen Erstschlag. Verteidigungsminister Lin Biao, der die sowjetische Verhandlungsdelegation, die für den 20. Oktober 1969 in Peking angekündigt war, für ein Täuschungsmanöver hielt, erließ am 18. Oktober 1969 seinen „Befehl Nr. 1“ (林副统帅一号战斗号令, Pinyin Lín Fùtǒngshuài Yīhào Zhàndòu Hàolìng), in dem er unter anderem das 2. Artillerie-Korps anwies, die chinesischen Atomraketen startbereit zu machen; alle Einheiten der Volksbefreiungsarmee sollten sich weit verstreuen, um bei einem sowjetischen Angriff kein gutes Ziel zu bieten.
Der Alarmzustand wurde zwei Monate später wieder aufgehoben, aber das Konzept der verstreuten Stellungen wurde beibehalten. Als im Dezember 1969 der Plan eines bemannten Weltraumfluges mit dem damals angedachten, den amerikanischen Gemini-Kapseln ähnlichen Shuguang-Raumschiff, auch bekannt als „Projekt 714“ (714工程, Pinyin 714 Gōngchéng), in eine konkrete Phase trat, wurde beschlossen, hierfür ein neues, von der sowjetischen Grenze weiter entferntes Kosmodrom anzulegen. Zunächst wurden an 25 Orten in neun verschiedenen Provinzen topographische Untersuchungen angestellt, woraufhin 16 Orte in die nähere Auswahl kamen, die schließlich auf drei Kandidaten reduziert wurden. Ursprünglich wurde der Kreis Yuexi im Autonomen Bezirk Liangshan der Yi-Ethnie favorisiert, aber dort ergaben sich Probleme mit der Verkehrsanbindung und Stromversorgung. Daraufhin reiste Generalmajor Li Fuze (李福泽, 1914–1996), der Kommandant des Kosmodroms Jiuquan, im Juni 1970 mit einer Gruppe von Experten aus seiner Einheit nach Sichuan, um sich vor Ort ein Bild zu machen. Die Männer kamen zu der Ansicht, dass der Kreis Mianning, ebenfalls im Bezirk Liangshan, der beste Ort für das neue Kosmodrom wäre, eine Wahl, die am 10. Oktober 1970 vom Staatsrat der Volksrepublik China sowie der Zentralen Militärkommission bestätigt wurde. Das Projekt in Sichuan bekam die Nummer 7201, die Bauarbeiten sollten im Januar 1972 abgeschlossen sein.

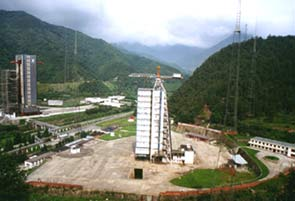
Startanlage im Kosmodrom Xichang (vorne Startrampe 3)

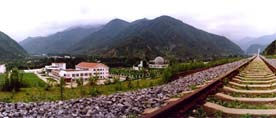
Die neue Eisenbahnlinie 7201 von Manshuiwan zum Kosmodrom (hinten)

Kaum hatten Staatsrat und ZMK, also Zhou Enlai und Mao Zedong, die Ortswahl genehmigt, verlud das auf dem Kosmodrom Jiuquan stationierte Pionierregiment sein schweres Gerät auf einen Sonderzug und brach unter der Führung von Zhang Youshun (张友顺), des stellvertretenden Kommandeurs der Logistik-Abteilung, nach Sichuan auf. Schon fast am Ziel, am Bahnhof Puxiong, wurden sie von einer Gruppe Yi-Banditen überfallen, aber nachdem die Soldaten mit der Waffe in der Hand ausgestiegen waren, ergriffen diese die Flucht. In der Nähe des Bahnhofs Manshuiwan (漫水湾), am Eingang des Seitentals, das zum heutigen Kosmodrom führt, errichteten die Pioniere ein Zeltlager und begannen Ende November 1970 mit dem Bau einer Brücke über den Anning He (die Straße von Xichang nach Norden verläuft auf dem Ostufer des Flusses, während das Kosmodrom westlich des Flusses liegt). Die Brücke wurde Ende März 1971 fertig, dann wurde von dort eine 23 km lange Straße zum Brotkorbtal (簸箩沟, Pinyin Bǒluó Gōu) gebaut, dem Standort der drei Startrampen.
Bis zum Frühjahr 1972 war das Gelände für die Startrampe 1 planiert, ein in den Berghang gegrabenes Treibstofflager war angelegt und die Baugrube für die Prüfhalle ausgehoben. Dann wurde das Shuguang-Programm am 13. Mai 1972 gestoppt. Die Pläne für das Kosmodrom wurden immer wieder geändert, bis der von vornherein sehr ambitionierte Plan eines bemannten Raumflugs Anfang 1975 endgültig begraben wurde.
Am 1. März 1975 genehmigte Mao Zedong die Entwicklung eines geostationären Kommunikationssatelliten, nach dem Datum „Projekt 331“ genannt. Bei einem niedrigeren Breitengrad erhält man bei Raketenstarts einen stärkeren Schub von der Erdumdrehung, deswegen wurde das Kosmodrom Xichang zum Startplatz für diese Satelliten bestimmt. Im September 1975 wurde im Rahmen einer größeren Umorganisation der Arbeitsbereich 7 (第七工区, Pinyin Dì Qī Gōngqū) aus dem Kosmodrom Jiuquan, also der „Basis 20“, herausgelöst und nach Sichuan verlegt. Seitdem heißt das dortige Kosmodrom „27. Basis der chinesischen Volksbefreiungsarmee für Erprobung und Ausbildung“. Die dort stationierte „Einheit 63790“ (63790部队) wurde zum 1. Oktober 1975 vom Bataillon zum Regiment heraufgestuft, erster Kommandant der Basis 27 wurde Generalmajor Zhang Min (张敏, 1925–2017).
1970 begann der Bau der Startrampe 3 und der Fernmeldezentrale (通信总站). Im September 1981 reiste eine Gruppe von mehr als 60 Experten aus allen Abteilungen des Kosmodroms in die Innere Mongolei, um zu Fortbildungszwecken an den Vorbereitungen und dem Start einer Feng-Bao-1-Trägerrakete teilzunehmen, die am 20. September 1981 vom Kosmodrom Jiuquan aus drei Forschungssatelliten vom Typ Shijian 2 (实践二号, also „Praxis 2“) in die Umlaufbahn beförderte. Dies war das erste Mal, dass China die sogenannte Eine-Rakete-drei Satelliten-Technik (一箭三星) anwandte – gleich beim ersten Versuch erfolgreich.
Bis 1982 war als erste Startrampe die Startrampe 3 fertiggestellt, und am 29. Januar 1984 fand der erste Start statt: eine mittelschwere dreistufige Trägerrakete vom Typ Changzheng 3, die einen geostationären Kommunikationssatelliten des Typs Dong Fang Hong II in den Orbit tragen sollte. Dieser Start war nur teilweise erfolgreich, der Satellit konnte seine geplante Umlaufbahn nicht erreichen. Beim nächsten Versuch am 8. April 1984 funktionierten alle Systeme, der Satellit übertrug im vierjährigen Probebetrieb Fernsehsendungen und Telefonate. Bis zum 18. November 2004 wurden 16 Trägerraketen gestartet. Danach wurde in Vorbereitung auf die Mondmissionen (siehe unten) die alte Rampe abgerissen und bis 2007 neu aufgebaut.
Am 12. April 2007 startete als erste Weltraummission von der neuen Startrampe 3 eine Changzheng 3A mit dem Navigationssatelliten Beidou M1. Es war nach einer mehrjährigen Testphase der erste in einer Serie von bislang 43 Satelliten des Beidou-Satellitennavigationssystems der Volksbefreiungsarmee, die bis November 2018 gestartet wurden. Beidou ist ähnlich dem amerikanischen Global Positioning System und steht in Friedenszeiten auch zivilen Nutzern zur Verfügung.

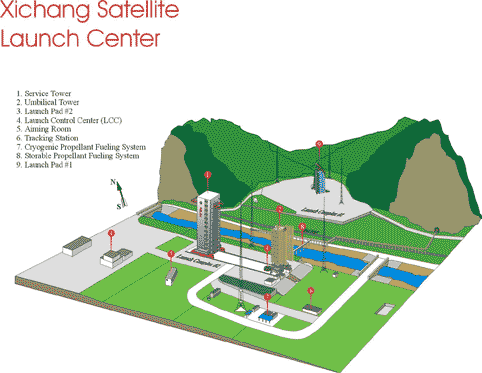
Startrampe 2 (hinten Startrampe 3)

In Zusammenhang mit der Entwicklung der kommerziellen Trägerrakete Changzheng 2E, der ersten chinesischen Rakete mit Zusatzboostern, wurde in den Jahren 1989 bis 1990 in 2 Kilometer Entfernung vom geplanten Standort der Startrampe 1 die Startrampe 2 errichtet. Dies war ein Gemeinschaftsprojekt mit der Thor-Delta Sparte von McDonnell Douglas, die Bauaufsicht vor Ort hatte Robert A. Steinhauer (1935–2005) von Hughes Space and Communications.
Da es damals in China noch keinen Mindestlohn gab, kamen Wanderarbeiter billiger als Maschinen. Daher wurde die Baugrube für die neue Startrampe beim Einsetzen des Monsunregens weitgehend manuell entwässert, mit Eimern und Waschschüsseln, 600 t Stahlarmierung für den Betonboden der Abgasumleitungsgräben wurden von den Arbeitern auf den Schultern hinuntergetragen.
Für die Endmontage des von Hughes für die Hongkonger Asia Satellite Telecommunications Company hergestellten bzw. wiederaufbereiteten AsiaSat 1 Kommunikationssatelliten wurde eine eigene Halle errichtet. Hierfür forderte Hughes die amerikanische Reinraumklasse 100.000, das heißt, es durften nicht mehr als 100.000 Feinstaubpartikel pro Kubikfuß in der Luft sein. Da es an modernem Gerät mangelte, wischten die Arbeiter die 3000 m² Hallenboden mehrere dutzend Mal mit Seidentüchern und medizinischem Alkohol aus und erreichten damit tatsächlich den geforderten Standard.
Am 7. April 1990 wurde der AsiaSat 1 Satellit von einer Changzheng 2E Trägerrakete problemlos und präzise in die Umlaufbahn befördert. Dies war der erste ausländische Auftrag für das Kosmodrom Xichang.
Im Gegensatz zur Startrampe 3 verfügt die Startrampe 2 über einen beweglichen Wartungsturm (im Bild links) und einen unbeweglichen Versorgungsturm. Von Startrampe 2 wird heute vor allem die leistungsfähigste chinesische Rakete für geostationäre Satelliten, die Changzheng 3B/E, eingesetzt.
In der technischen Zone, 3 Kilometer südlich der beiden Startrampen, werden Raketenstufen und Satelliten vorbereitet. Die Montage der Rakete erfolgt direkt auf der Rampe.

## Mondmissionen
Das Kosmodrom Xichang wird hauptsächlich eingesetzt, um Nachrichtensatelliten in den Orbit zu befördern, aber auch die chinesischen Mondsonden starteten alle von hier. Das von der China National Space Administration betriebene Mondprogramm der Volksrepublik China (中国探月工程, Pinyin Zhōnggúo Tànyuè Gōngchéng) wurde am 1. März 2003 offiziell gestartet, wobei der erste Schritt der für 2007 geplante Start eines Mondorbiters sein sollte. Die grundsätzlichen Planungen für diese Mission waren im September 2004 abgeschlossen, bis Ende 2005 folgte die Entwicklung des Prototyps, mit den finalen Tests wurde im Mai 2006 begonnen, und im Dezember 2006 war die nach einer auf dem Mond lebenden Fee benannte Sonde Chang’e 1 im Prinzip fertig. Parallel dazu wurde auf dem Kosmodrom Xichang, von wo die Trägerrakete abheben sollte, die Startrampe 3 abgerissen und neu errichtet. Bis Ende September 2006 war der Gitterturm fertig, im Oktober wurden die Versorgungsleitungen, Messkabel etc. installiert, Anfang 2007 begann man mit den ersten Tests, und im März 2007 war die neue Startrampe 3 einsatzbereit.
Anders als bei regulären Satellitenstarts gab es für die Mondsonde Chang’e 1 am Standort Xichang nur an 3 Terminen im Jahr ein Startfenster von 3 Tagen von jeweils 35 Minuten. Ursprünglich war der Start für April 2007 geplant,
dann verkündete die China Aerospace Science and Technology Corporation, der Hersteller der Sonde, am 15. März 2007, dass der Start aus nicht näher erläuterten Gründen auf September verschoben werden müsse,
und schließlich wurde der 24. Oktober 2007 ins Auge gefasst. So wurde von der neuen Startrampe 3 am 12. April 2007 zunächst ein Navigationssatellit gestartet, der mit der Mondmission nichts zu tun hatte.
Nach dem weltweit im Fernsehen zu verfolgenden Unfall am 15. Februar 1996 mit 6 Toten (siehe unten) war auf dem Kosmodrom unter der Devise „Korrigieren und Reformieren“ (整改, Pinyin Zhěng Gǎi) eine Qualitätsoffensive gestartet worden, und die Verwaltung des Kosmodroms war zuversichtlich, dass diesmal alles nach Plan verlaufen würde. So begann man Anfang Oktober für die 2000 Sitzplätze auf der Besuchertribüne Eintrittskarten zum Preis von jeweils 800 Yuan zu verkaufen (von der Kaufkraft her etwa 800 Euro). Dann verschlechterte sich jedoch das Wetter, es war, für Sichuan auch zu dieser Jahreszeit nicht ungewöhnlich, anhaltend bedeckt und regnerisch. 65 Stunden vor dem geplanten Start entdeckte Dipl.-Ing. Che Zhuming (车著名, * 1963) bei der letzten Überprüfung der Changzheng 3A Trägerrakete einen schwerwiegenden Softwarefehler, der dazu führen konnte, dass die Rakete kurz nach dem Start außer Kontrolle geriet, explodierte, und Trümmer auf bewohntes Gebiet östlich des Kosmodroms fielen.
Das Problem war, dass bei einem Abbruch der Startvorbereitungen das nächste Startfenster erst im folgenden April zur Verfügung stehen würde.
Andererseits hätte ein Unfall mit über eine größere Fläche herabstürzenden Trümmerteilen, wie 1995, negative Auswirkungen auf das Ansehen der chinesischen Raumfahrt gehabt. Che Zhuming und sein Team begaben sich in den Serverraum und verglichen über mehr als 30 Stunden mehrere 100.000 Zeilen Quellcode, bis der Fehler schließlich gefunden und behoben war.
Am 24. Oktober 2007 um 18:05 Ortszeit hob die Mondsonde plangemäß von Startrampe 3 ab.
Für den Start des nächsten Mondorbiters, der Chang’e 2 (die mit verbesserten Instrumenten ausgerüstete Reservesonde von 2007) wurde als Trägerrakete eine Changzheng 3C verwendet, eine dreistufige Rakete mit zwei Zusatzboostern. Der Start am 1. Oktober 2010, dem chinesischen Nationalfeiertag, um 18:59 Ortszeit verlief völlig undramatisch.
Nur als die Rakete in der Abenddämmerung Taiwan überflog, entstand dort etwas Aufregung.
Bei der nächsten Mondmission mit einer Changzheng 3B Trägerrakete, die die Mondsonde Chang’e 3 inklusive des Rovers Jadehase am frühen Morgen des 2. Dezember 2013 ins All trug, gab es dagegen wieder Schäden. Die Changzheng 3B ist eine dreistufige Rakete mit vier Boostern, die nach gut zwei Minuten Brenndauer abgesprengt werden; die erste Raketenstufe wird nach 155 Sekunden Brenndauer von der Rakete getrennt. Das ergibt in den ersten drei Minuten des Fluges ein potentielles Trümmerfeld von 50 bis 70 km Länge und 30 km Breite. Aus diesem Grund wurden in jener Nacht 20.000 Einwohner östlich des Kosmodroms evakuiert, sowie 160.000 Einwohner unter der Flugbahn der Rakete in der Nachbarprovinz Hunan. Von planmäßig abgeworfenen Raketenteilen getroffen – dies war kein Unfall, sondern der normale Ablauf nach dem Start – wurden dann in der Tat zwei Häuser im vom Kosmodrom 1600 km entfernten Landkreis Suining in Hunan. Die Dächer der Holzhäuser wurden durchschlagen, wofür die Hausbesitzer eine Entschädigung von 10.800 bzw. 5.200 Yuan erhielten. Für die arme Gegend sehr viel Geld.
Bei der Mission Chang’e 4 fünf Jahre später sollte die Landung auf der erdabgewandten Seite des Mondes erfolgen. Daher musste zunächst der Relais-Satellit Queqiao (鹊桥, Pinyin Quèqiáo, „Elsternbrücke“) gestartet werden, damit das Kontrollzentrum in Peking (北京航天飞行控制中心, Pinyin Běijīng Hángtiān Fēixíng Kòngzhì Zhōngxìn) mit Sonde und Rover kommunizieren konnte. Dies stellte das Kosmodrom vor eine Reihe von Herausforderungen. Als Trägerrakete für den Relais-Satelliten war eine Changzheng 4C vorgesehen, ein Typ, mit dem man hier noch nie gearbeitet hatte. Daher wurden im April 2016 Zhang Guangbin (张光斌, * 1982), der spätere Leiter des Startkontrollraums,
und rund ein Dutzend weitere Kader zum Kosmodrom Jiuquan geschickt, um sich dort zusammen mit Mitarbeitern der Shanghaier Akademie für Raumfahrttechnologie, eine Tochtergesellschaft der China Aerospace Science and Technology Corporation und Hersteller der Changzheng 4C, mit den Erfordernissen für das Testen und Starten dieses Raketentyps vertraut zu machen. Anfang 2017 begann man auf dem Kosmodrom Xichang, die Teams für die einzelnen Montage- und Prüfschritte zusammenzustellen, die dann von Zhang Guangbin und seinen Kollegen geschult wurden.
Ein weiteres Problem war, dass die Startrampe 3 im Jahr 2015 für Changzheng 3A und Changzheng 2C Raketen umgebaut worden war, deren dritte Stufe Flüssigwasserstoff und Flüssigsauerstoff bzw. Hydroxyl-terminiertes Polybutadien als Treibstoff verwendet, während die Changzheng 4C konventionell mit 1,1-Dimethylhydrazin und Distickstofftetroxid betankt werden muss. Nach zahlreichen Besprechungen mit Vertretern der Shanghaier Akademie für Raumfahrttechnologie beschloss man, die Startrampe umzubauen. Ab Anfang 2017 wurden Treibstoffleitungen, Arbeitsplattformen und die Höhe der Schwenkarme an den neuen Raketentyp angepasst. Im April 2018 waren diese Arbeiten beendet, und ab Mitte jenes Monats begann man mit dem Üben der Startabläufe.
Am 15. April 2018 wurde der Relais-Satellit per Bahn auf dem Kosmodrom angeliefert, am 8. Mai war die Trägerrakete fertig montiert und aufgestellt, am 14. Mai war der Satellit in der Rakete montiert, und am 21. Mai 2018 um 05:28 Ortszeit hob die Trägerrakete mit der Sonde ab.
Unfallfrei und präzise schwenkte der Relais-Satellit 25 Minuten nach dem Start in den Transferorbit ein
und erreichte am 29. Mai 2018 den Lagrange-Punkt L2 hinter dem Mond, wo er ab dem 14. Juni 2018 in einem Halo-Orbit geparkt blieb.
Die eigentliche Mondsonde, die zusammen mit dem 140 kg schweren „Jadehase 2“-Rover und ihrem eigenen Treibstoff ein Startgewicht von 3780 kg hatte,
wurde am 8. Dezember 2018 um 02:23 Ortszeit mit einer Changzheng 3B/E Trägerrakete ins All befördert und landete am 3. Januar 2019 erfolgreich auf der Rückseite des Mondes.

## Startgelände für Feststoffraketen
Am 29. Mai 2020 fand auf dem Kosmodrom Xichang erstmals der Start einer Feststoff-Trägerrakete vom Typ Changzheng 11 statt. Diese kleinere Rakete mit einem Durchmesser von nur 2 m und einer Höhe von knapp 21 m startet nicht von einer klassischen Startrampe, sondern wie eine Mittelstreckenrakete aus einer auf einem Lastwagenanhänger montierten, hydraulisch aufrichtbaren Transportröhre. Ein derartiger Start ist im Prinzip einfacher als der einer Flüssigkeitsrakete, es musste jedoch eine spezielle Fläche ausgewiesen werden, wo der Anhänger abgestellt werden kann, die „Fläche 4“ (4号场坪).
Vor dem ersten Start wurden Mitarbeiter des Kosmodroms rund ein Dutzend mal nach Jiuquan und Taiyuan geschickt, um dort an den Startvorbereitungen der Feststoffraketen Changzheng 11 und Kuaizhou-1A teilzunehmen und sich mit den Arbeitsabläufen vertraut zu machen.
In Xichang wurde die Brücke über den Anning He verstärkt und die Zufahrtsstraße ausgebaut, sodass der die Rakete transportierende Lastwagen das Kosmodrom problemlos erreichen konnte. Die Montage der Satelliten auf die Oberstufe der Rakete erfolgt vor Ort. Daher musste das Tor der Montagehalle vergrößert und die Portalkräne umgebaut werden.
Am 23. August 2022 startete auf dem Gelände erstmals eine Feststoffrakete vom Typ Kuaizhou-1A.
Diese Rakete wird ebenfalls mit einem Lastwagen zum Startplatz gefahren und dann dort hydraulisch aufgerichtet. Mit einem Durchmesser von 1,4 m und einer Länge von 20 m entspricht sie von der Größe her etwa der Changzheng 11.

## Tektonische Situation
Das Kosmodrom Xichang liegt auf der Anninghe-Verwerfung (安宁河断裂带, Pinyin Ānníng Hé Duànlièdài), wo sich etwa alle 100 bis 200 Jahre ein größeres Erdbeben ereignet. 1536 und 1850 gab es dort Erdbeben der Stärke 7,5 auf der Richterskala, wobei 1850 die damalige Kreisstadt Xichang völlig zerstört wurde, 1952 dann ein Erdbeben der Stärke 6,7 in Mianning.
Generalmajor Li Fuze wurde im Juni 1970 in Xichang hiervon in Kenntnis gesetzt, aber unter Berücksichtigung anderer Faktoren wie der Höhe über dem Meeresspiegel von 1500 m, dem niedrigen Breitengrad, der reichlichen Wasserversorgung und der guten Verkehrsanbindung entschied er sich dann doch für diesen Standort.

## Sicherheitsprobleme
Nicht nur unter tektonischen Aspekten war die während der Kulturrevolution unter Zeitdruck getroffene Entscheidung für den Standort Xichang problematisch. Während das Kosmodrom Jiuquan in der dünn besiedelten Wüste Gobi liegt, ist das Liangshan-Gebirge eine alte Kulturlandschaft mit zahllosen Einödhöfen und ganzen Dörfern der Yi-Ethnie selbst in den entlegensten Tälern. Dies war allen Beteiligten klar, und als Anfang Dezember 1981 der Sprengkopf einer in Nordchina gestarteten Dongfeng 5 Interkontinentalrakete im Nachbarlandkreis Yanyuan landen sollte – ohne Atomladung, aber mit einem Magnetaufzeichnungsgerät, das Daten über das Flugverhalten der Rakete speicherte – kam der Befehl, ein Gebiet von 20 × 20 km rund um die vorgesehene Landestelle zu räumen. Die Einheit 63790 rückte mit 40 Lastwagen aus, aber da es in den Bergen keine Telefone gab und nur wenige Straßen, gestaltete sich schon das Kontaktieren der dortigen Bevölkerung ausgesprochen schwierig, ganz zu schweigen davon, die eine tibetobirmanische Sprache sprechenden Yi davon zu überzeugen, ihre Höfe zu verlassen.
Ursprünglich war geplant, dass die Evakuierung am 5. Dezember 1981 abgeschlossen sein sollte, und am 6. Dezember sollte dann der Start der Interkontinentalrakete erfolgen. Aufgrund von Problemen mit der noch in der Erprobung befindlichen Dongfeng 5 verzögerte sich der Start jedoch bis zum Nachmittag des 7. Dezember. Einige der Landwirte waren der Meinung, nicht so lange warten zu können und entfernten sich trotz Versuchen, sie aufzuhalten, aus dem Sammellager. Die örtlichen Kader waren sich der Bedeutung der Sache bewusst und halfen, die „Flüchtigen“ wieder zurückzuholen. Am Ende landete der Sprengkopf, ohne dass jemand zu Schaden kam, aber die ganze Evakuierungsaktion war nicht nur äußerst schwierig, sondern auch extrem kostspielig gewesen. Daraufhin schlug Leutnant Wang Chuanyou (王传友, * 1937) der stellvertretende Leiter der Politischen Abteilung (政治部, Pinyin Zhèngzhì Bù) des Kosmodroms vor, bei künftigen Raketenstarts auf Evakuierungen zu verzichten. Sein Vorschlag wurde angenommen.
Ein weiteres Problem ist das, was Generalmajor Li Fuze bei dem Ortstermin im Juni 1970 „versteckte Lage“ genannt hatte, also die Lage des Kosmodroms in einem Talkessel. Wenn eine Rakete beim Start an Höhe gewinnt und aus dem Schutz der umliegenden Berge heraustritt, kann sie plötzlich Seitenwinden ausgesetzt sein, die die Steuerungssysteme nicht immer kompensieren können. Insbesondere bei der Changzheng 2E war dies der Fall. Beim ersten Unfall am 21. Dezember 1992 wurde durch Windböen und die dadurch ausgelösten Steuerungsmaßnahmen der Rakete die Belastung so hoch, dass die Nutzlastverkleidung zerstört und abgeworfen wurde. Die Rakete erreichte dennoch ihren vorgesehenen Orbit und setzte dort den (allerdings komplett zerstörten) Kommunikationssatelliten vom Typ Optus B2 aus (ein Auftrag für das australische Militär). Beim zweiten Vorfall am 26. Januar 1995 geriet die Rakete in der gleichen Situation vollends außer Kontrolle und explodierte 50 Sekunden nach dem Start. Die Trümmerteile stürzten einige Kilometer östlich des Startplatzes in ein Dorf, wobei durch die „Schrapnellstreuung“ über eine relativ große Fläche Brände entstanden. Hierbei kamen 21 Menschen ums Leben.
Beim nächsten Unfall am frühen Morgen des 15. Februar 1996 lag die Ursache nicht bei den Seitenwinden, sondern am Trägheitsnavigationssystem der Changzheng 3B Trägerrakete, die an jenem Tag ihren Erstflug absolvierte. Die Folgen des Unfalls wurden aber durch die Tallage des Kosmodroms verstärkt. 2 Sekunden nach dem Start von Startrampe 3 kippte die Rakete, die einen Kommunikationssatelliten der luxemburgischen Firma Intelsat ins All tragen sollte, seitlich weg und stürzte 20 Sekunden später auf den Berghang nordöstlich des Haupttors des Kosmodroms, nur 1850 m von der Startrampe entfernt. 250 t 1,1-Dimethylhydrazin und Distickstofftetroxid explodierten, wobei mehr als 80 Gebäude des Kosmodrom-Wohnkomplexes südwestlich des Haupttors sofort zerstört wurden. Durch die Enge des Tals konnte sich eine gewaltige Druckwelle aufbauen, die nach Südosten, in Richtung Manshuiwan raste und in dem nur 1 km vom Tor des Kosmodroms entfernten Dorf Mayelin (麻叶林村) zahlreiche Häuser umdrückte. Außerdem entwickelten sich bei der Explosion des Raketentreibstoffs giftige Gase, die ins Kontrollzentrum drangen. Die Techniker dort schützten sich jedoch mit vor den Mund gehaltenen feuchten Handtüchern. Nach dem Ende der Aufräumarbeiten wurde festgestellt, dass 6 Menschen von Trümmerstücken erschlagen worden waren, darunter ein Techniker der aus Peking angereisten Prüfgruppe (试验队) der Nationalen Raumfahrtbehörde Chinas, der sich beim Start vorschriftswidrig nicht in einen Schutzraum begeben hatte, sowie ein Ingenieur von der Chinesischen Akademie für Trägerraketentechnologie. Insgesamt 57 Menschen wurden teils schwer verletzt, nicht nur durch Trümmer, sondern auch durch herumfliegende Glassplitter.
Die angesichts der Vielzahl der zerstörten Gebäude sehr niedrige Opferzahl hängt damit zusammen, dass nach dem Unfall am 26. Januar 1995 bei Raketenstarts zwar keine Zwangsevakuierungen wie 1981 durchgeführt wurden – was aufgrund des Ansehensverlustes der Volksbefreiungsarmee in der Jiang-Zemin-Ära (1989–2004) auch gar nicht machbar gewesen wäre – aber die Bevölkerung wurde doch dazu aufgefordert, einen Bereich von 2,5 km um das Kosmodrom zu verlassen und sich in einem Bereich von 2,5 km bis 6 km auf offene Plätze zu begeben, derselbe Ablauf wie nach einem Erdbeben, wenn Nachbeben befürchtet werden. Um die Akzeptanz für die im Freien verbrachten Nächte zu erhöhen, wurden von der Kosmodrom-Verwaltung auf den Schulhöfen, die als Sammelplätze dienten, Filmvorführungen organisiert, Kinder wurden mit Süßigkeiten ruhig gehalten.
Der finanzielle Schaden für das Kosmodrom war immens. Am 26. Oktober 1985 hatte die chinesische Regierung die Erlaubnis erteilt, kommerzielle Satellitenstarts mit Changzheng 2 und Changzheng 3 Trägerraketen auf dem internationalen Markt anzubieten, und man hatte damit ab 1990 gutes Geld verdient. Nach dem Unfall am 15. Februar 1996, und einem weiteren Fehlstart am 18. August 1996, wurden jedoch drei bereits abgeschlossene Verträge von den ausländischen Kunden gekündigt, zwei Verträge wurden auf Eis gelegt und bei zwei bereits paraphierten Projekten wurden die Verhandlungen abgebrochen.
Die damalige Dachgesellschaft für Raumfahrtindustrie konnte auch keine Versicherungsgesellschaft mehr finden, die die Starts versichert hätte.

## Verkehrsanbindung
Etwa 50 km südlich des Kosmodroms bzw. 15 km nördlich des Stadtzentrums von Xichang liegt der Qingshan-Flughafen (西昌青山机场, Pinyin Xīchāng Qīngshān Jīchǎng), zu dem 2018 fünf chinesische Fluggesellschaften Linienflüge von Peking, Chengdu, Haikou etc. anboten. Der Flughafen hat eine Rollbahn von 3600 m Länge, so dass dort Boeing 747, Antonow An-124 und Lockheed C-130 Transportflugzeuge landen können.
Derzeit werden die Raketen und Nutzlasten jedoch alle über die Eisenbahnlinie 7201 angeliefert, die in Manshuiwan, 37 km nördlich von Xichang, von der Chengdu-Kunming-Bahn abzweigt.
Besucher können das Kosmodrom auch über die Kreisstraßen Z005 oder Z990 erreichen, die etwa auf Höhe von Manshuiwan von der Autobahn Peking-Kunming abzweigen. Nachdem man den Anning He überquert hat, sind es noch 23 km bis zum Kosmodrom.